# جبنة زرقاء

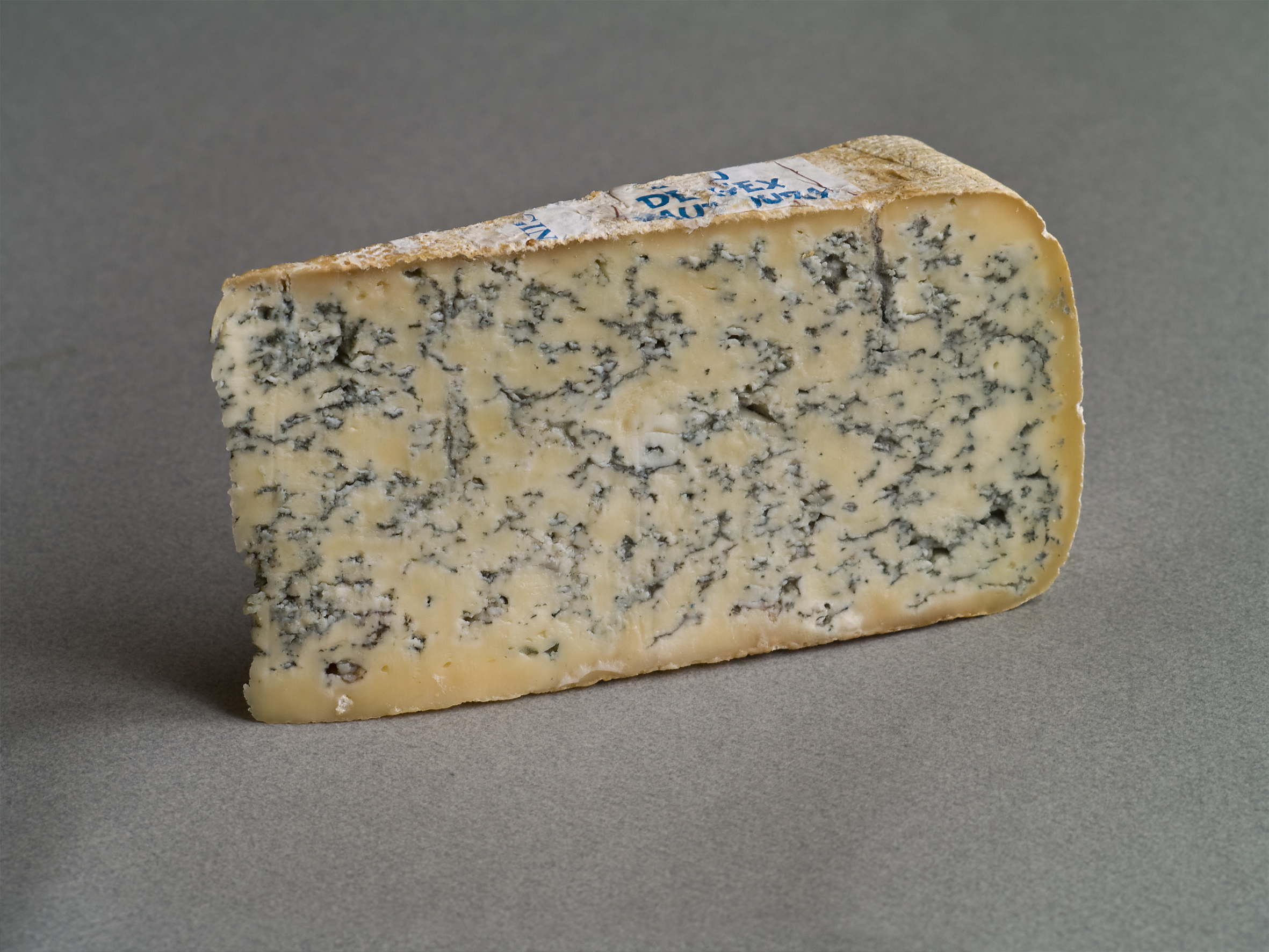
جبة زرقاء

جبن أزرق أو  جبن معرق باللون الأزرق تصنع الأجبان جميعها من حليب البقر ماعدا جبنة ريكفورد الفرنسية الشهيرة التي تأتي من حليب النعجة (الشاة) اللون الأزرق في الأجبان الزرقاء هو في الأساس قالب أزرق والذي يحدث هو أن كائناً حيا يشبه البنيسيليوم يضاف إلى الحليب أو الخثارة المستعملة لصنع الجبنة البيضاء العادية. القالب، خلال ثلاثة إلى ستة أشهر من النضوج، يزداد إما في فتحات طبيعية صغيرة غير منتظمة في الجبنة أو في ثقوب بواسطة الألة، اعتماداً على نوع الجبنة.
الكميات الصغيرة من القالب يعاد إنتاجها أو تمديدها لأعطاء خطوط زرقاء نموذجية في الجبنة البيضاء، وحالما تنضج، تضاف النكهة المميزة. الأجبان الزرقاء هي عادة كثيرة الملح

## المعلومات الغذائية
يحتوي كل 100غ من الجبنة الزرقاء، بحسب وزارة الزراعة الأميركية على المعلومات الغذائية التالية :
- السعرات الحرارية: 353
- الدهون: 28.74
- الدهون المشبعة: 18.66
- الكاربوهيدرات: 2.34
- البروتينات: 21.40
- الكولسترول: 7.5

## معرض صور

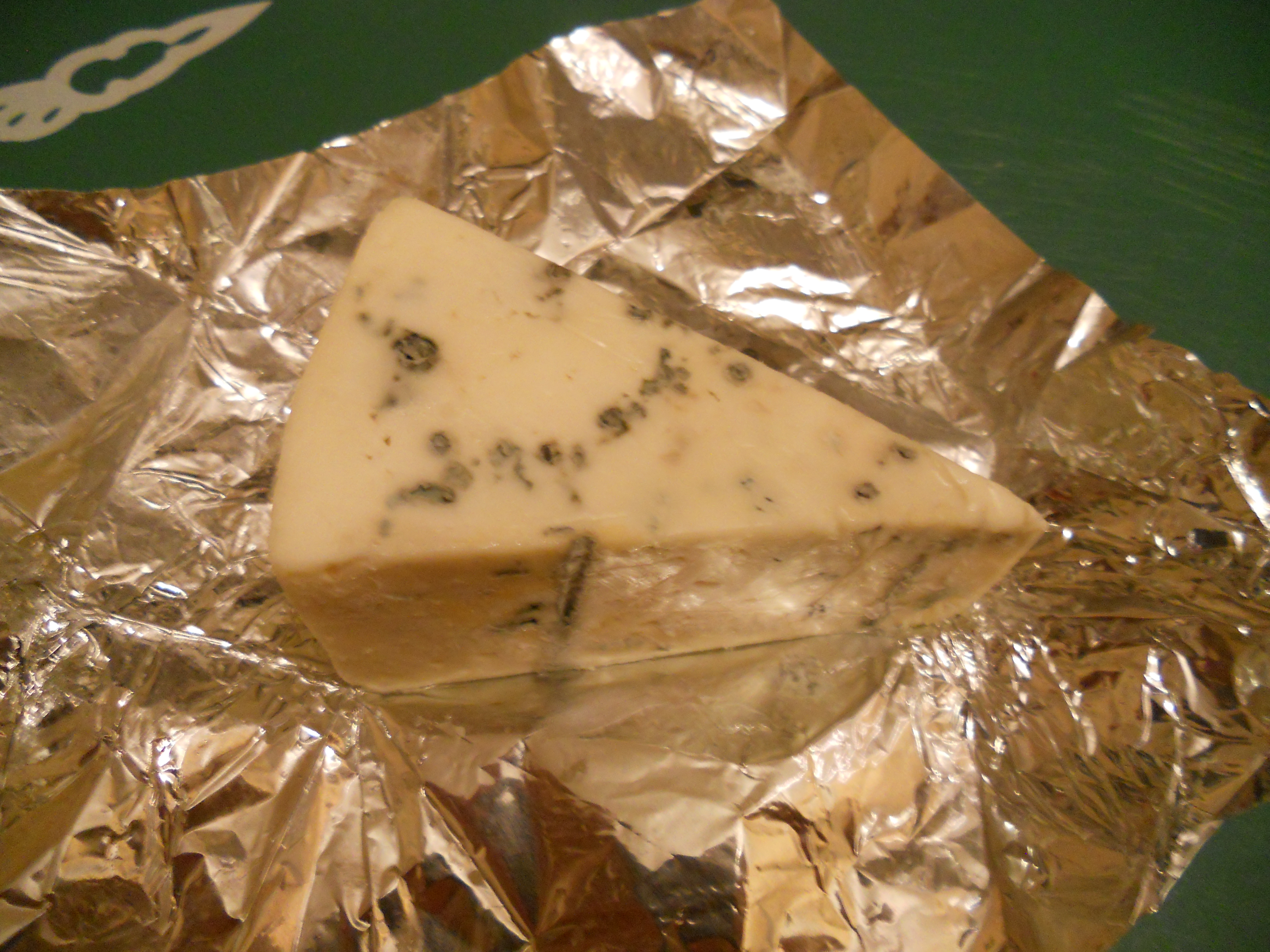
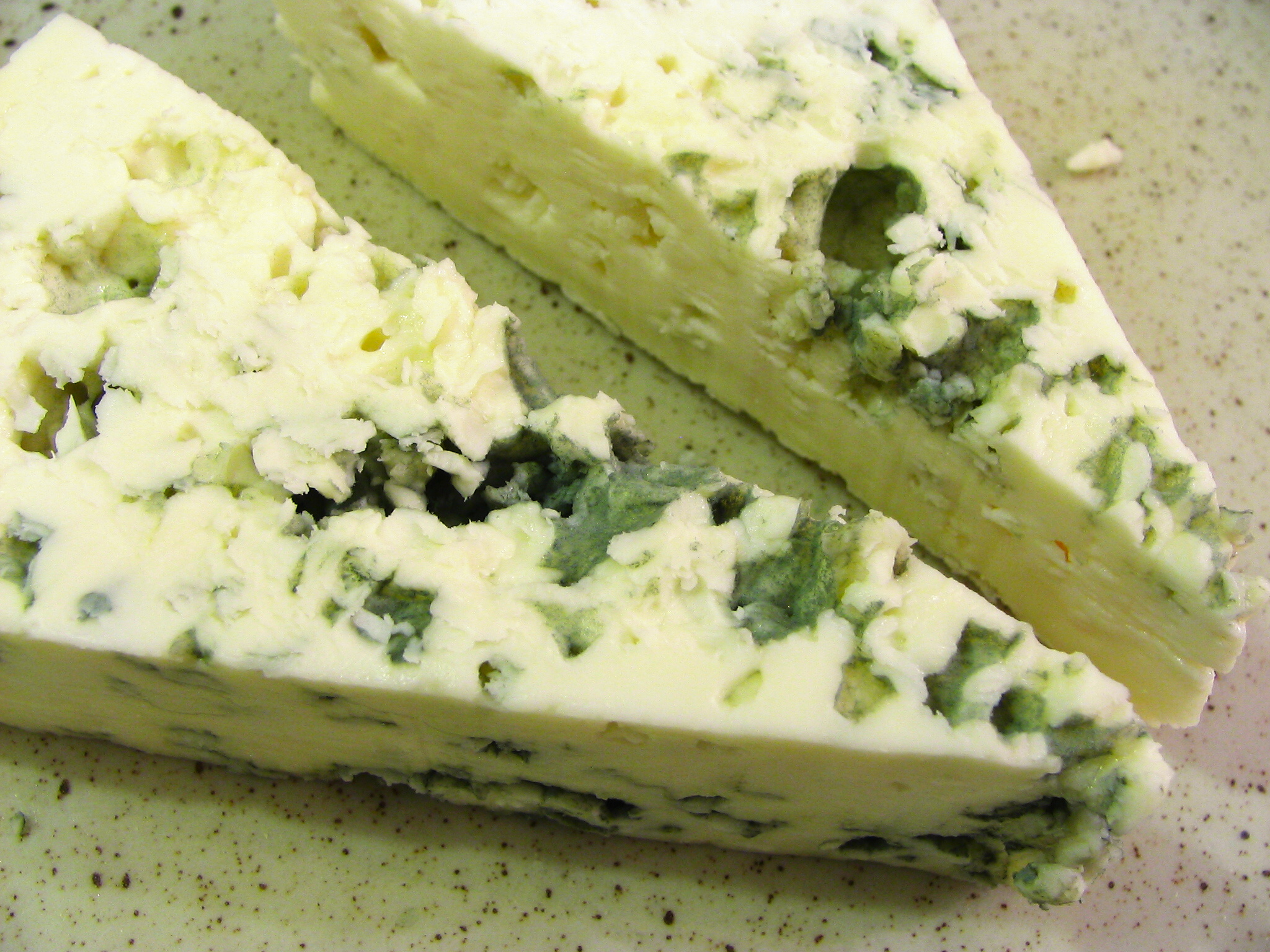
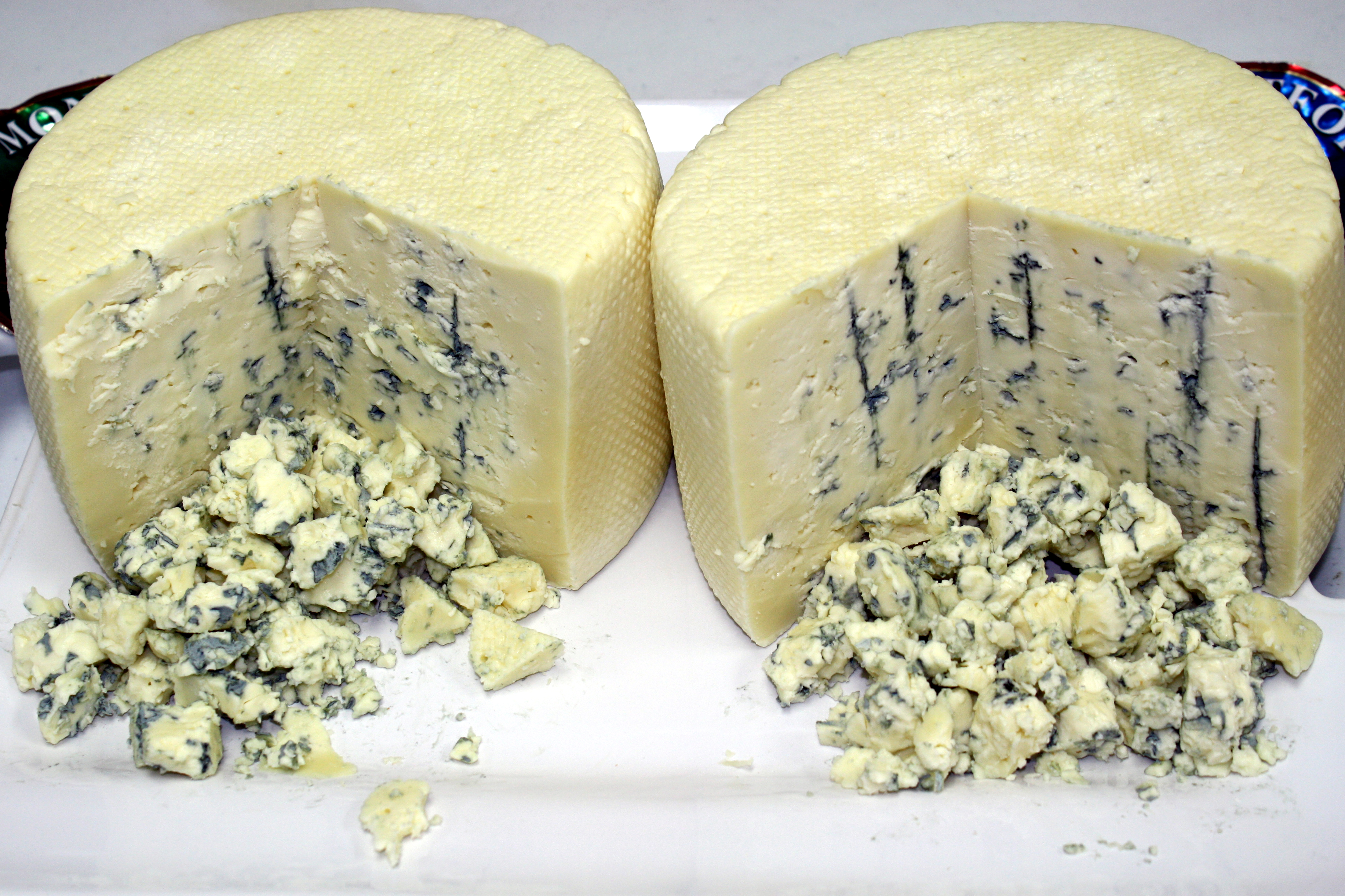
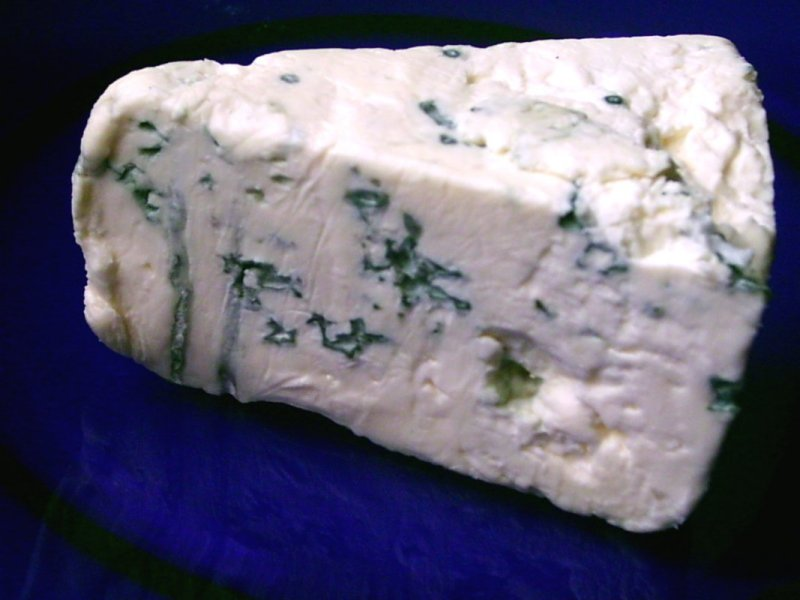